# Hesperoptenus blanfordi
Hesperoptenus blanfordi es una especie de murciélago de la familia Vespertilionidae. Puede ser encontrado en el sudeste de Birmania, Tailandia, Camboya, Laos, Malasia peninsular y en la isla de Borneo (Sabah, Sarawak, Kalimantan y Brunéi).